# IC 2484
IC 2484 — галактика типу NF (в процесі підтвердження) у сузір'ї Вітрила.
Цей об'єкт міститься в оригінальній редакції індексного каталогу.